# Tina Rainford
Tina Rainford, nom de scène de Christa Zalewski, née le 25 décembre 1946 à Berlin et morte le 23 février 2024, est une chanteuse allemande.

## Biographie
À cinq ans, Tina Rainford chante devant les soldats américains à Berlin. Le père encourage le talent de sa fille et l'inscrit à la danse. Après sa scolarité, elle devient hôtesse de l'air.
Avec son ami d'enfance Drafi Deutscher, elle remporte un concours de nouveaux talents de l'Internationale Funkausstellung Berlin. Heino Gaze lui donne un contrat d'enregistrement. Sous le pseudonyme de « Peggy Peters », elle sort un premier disque chez Ariola, Keine Schule mehr/Ewig und immer. Elle rencontre son futur mari Peter Rainford et fonde avec lui et Norman Ascot le trio P.T.N. (Pete, Tina, Norman), dont les quelques titres n'ont aucun succès.
En 1964, elle publie un single par le groupe Die Sweetles formé avec Charlotte Marian et Monika Grimm (toutes deux des Tahiti-Tamourés).
En 1972, Tina Rainford sort un single en duo avec Drafi Deutscher. Ce dernier lui écrit et produit quelques titres, dont Silverbird, sorti en 1976 en allemand et en anglais. Le titre se vend à un million d'exemplaires et entre dans les meilleures ventes américaines de country, ce qui lui vaut d'être invitée à des concerts aux États-Unis.
Après ce succès, elle se retire de la scène. Elle s'installe à Majorque. En 2001, elle publie un nouvel album et en 2003, participe à un concert au Theater Madame Lothar à Brême. En 2007, elle fait un duo avec Drafi Deutscher pour le nouvel album du chanteur. En novembre 2014, elle participe à un talk-show où elle avoue avoir été alcoolique et dépendante aux médicaments.